# Sophia Huang Xueqin
Sophia Huang ou Huang Xueqin (chinois : 黄雪琴), née dans la province du Guangdong (Chine), est une journaliste et militante féministe chinoise.
Elle est connue pour avoir participé au mouvement #YeWoShi (#MeToo) contre le harcèlement sexuel en Chine et avoir couvert les manifestations de 2019 à Hong Kong.
Huang est incarcérée depuis le 17 octobre 2019, puis condamnée à cinq années de prison en juin 2024.

## Biographie
Sophia Huang Xueqin est née dans la province du Guangdong, dans le sud-est de la Chine. 
Elle travaille pour des agences de presse et des journaux nationaux en Chine comme le Southern Metropolis Weekly, l'édition hebdomadaire du Southern Metropolis Daily (en).

### #MeToo
Huang se fait connaître en révélant plusieurs cas de harcèlement sexuel en Chine. En octobre 2017, elle lance un compte public WeChat appelé ATSH (Anti-Sexual Harassment) pour mener des enquêtes nationales en ligne sur le harcèlement sexuel dans le milieu du travail, partager ses conclusions et publier des essais sur des histoires de femmes et d'autres questions de droits humains,. Ainsi elle fait le relai avec le mouvement #Metoo lancé aux États-Unis.
Elle répond à des interviews de médias étrangers sur ce sujet et reçoit de nombreux soutiens de femmes chinoises.
Huang Xueqin publie aussi des commentaires sur la politique chinoise lors de l'abrogation de la limite de deux mandats présidentiels de cinq ans permettant à Xi Jinping, à la tête de l'État depuis 2013, de pouvoir se maintenir après 2023. Son compte WeChat est fermé par l'entreprise en 2018.

### Manifestations de Hong Kong et arrestation
En juin 2019, elle participe aux manifestations de Hong Kong, à la fois comme manifestante et comme reporter. À son retour en Chine continentale en juillet, ses papiers lui sont confisqués, avec interdiction de sortir de Chine continentale (alors qu'elle devait suivre des études de droit à Hong Kong à partir de septembre). Huang est incarcérée le 17 octobre pour avoir « attisé des querelles et provoqué des troubles (en) ». La presse en fait écho à partir du 25 octobre 2019 ,,. L'association Reporters sans frontières publie une demande de libération le 28 octobre 2019.

### Condamnation
Huang Xueqin est condamnée le 14 juin 2024 à cinq ans de prison pour « incitation à la subversion de l'État », ainsi qu'à quatre ans de privation de ses droits civiques et une amende de 100 000 yuans. Cette condamnation est liée par la presse à son militantisme féministe.